# Левашов, Евгений Александрович
Евгений Александрович Левашов (род. 6 декабря 1929, Рыбинск, Ярославская область, РСФСР, СССР) — советский российский филолог, энциклопедист. Кандидат филологических наук, сотрудник Института лингвистических исследований РАН. С начала 1990 по начало 2004 года — руководитель Группы словарей новых слов Словарного отдела ИЛИ РАН. Сфера научных интересов — топонимика, словообразование.
Принимал участие в создании «Словаря русского языка» в 4-х тт., «Словаря современного русского литературного языка» в 17-ти тт., в подготовке переиздания Большого академического словаря. Один из составителей словарей-справочников «Новые слова и значения» (1960-х, 1970-х, 1980-х, 1990-х гг.), а также один из редакторов двух словарей-справочников «Новые слова и значения» (1980-х и 1990-х гг), ежегодных выпусков «Новое в русской лексике. Словарные материалы» (за 1988 и 1992 гг.).

## Биография
Родился в 1929 г.
Образование по специальности филолог-славист получил в Ленинградском государственном университете. Ученик Ю. С. Сорокина
Работает в Институте лингвистических исследований РАН с 1957 г. C 1965 г.- в Группе словарей новых слов Словарного отдела, возглавлял в 1990—2004 гг.
В 1968 г. защитил кандидатскую диссертацию на тему «Названия лиц по местности в современном русском языке (вопросы словообразования)».